# Khenemetneferhedjet I
Đối với những vương hậu cùng tên, xem thêm Khenemetneferhedjet II và Khenemetneferhedjet III
Khenemetneferhedjet I Weret là một vương hậu sống vào thời kỳ Vương triều thứ 12 trong lịch sử Ai Cập cổ đại. Tên của bà, Khenemetneferhedjet, có nghĩa là "Hợp nhất với vương miện trắng", một danh hiệu thường thấy của các vị pharaon.

## Thân thế
Nhiều khả năng Khenemetneferhedjet I là vị công chúa được nhắc đến trên con dấu của vua Amenemhat II (hiện nằm ở tại Viện bảo tàng Mỹ thuật Metropolitan, New York). Nếu thế thì bà đồng thời là chị em, và cũng chính là vợ của Senusret II, mặc dù Senusret không chắc là con của Amenemhat. Senusret II cũng đã lấy thêm vài người chị em khác làm vợ, đó là Nofret II, Itaweret (?), Khenmet (?). Khenemetneferhedjet I là mẹ đẻ của vị vua kế nhiệm, Senusret III.
Khenemetneferhedjet I được biết đến qua một con dấu (hiện ở Tonbridge) và cuộn giấy cói (hiện ở Berlin) trong phức hợp kim tự tháp Senusret II; một bức tượng từ phức hợp kim tự tháp Senusret III của con trai bà, hiện ở bảo tàng Louvre. Có lẽ Khenemetneferhedjet được chôn đâu đó tại El Lahun, xung quanh lăng mộ của chồng bà.
Danh hiệu của Khenemetneferhedjet I: "Vợ của Vua", "Mẹ của Vua", "Người phụ nữ của hai vùng đất". Nếu như bà chính là công chúa con vua Amenemhat II, thì bà sẽ amng thêm danh hiệu "Con gái của Vua".